# Heinrich Soussmann
Heinrich Soussmann (Berlino, 23 gennaio 1796 – San Pietroburgo, maggio 1848) è stato un flautista e compositore tedesco.

## Biografia
Enfant prodige di violino, studiò flauto con Gottlieb Krüger e con August Schröck (1779-1854).
Nel 1816 è flautista della Cappella Reale di Berlino e nel 1817 primo flauto dell'orchestra del Grand Opera di Pietroburgo. Secondo il giudizio di Mikhail Glinka "Soussman fu senza dubbio uno dei migliori, se non il più grande, flautista d'Europa".
L'opera più conosciuta di Soussmann è "Groasse Praktische Flotenschule, op. 53" pubblicato nel 1839.

## Catalogo
Come compositore ha scritto essenzialmente brani per il suo strumento, pezzi originali, fantasie sopra motivi di opere teatrali, duetti, trii e quartetti e lavori didattici (in ordine di n. d'opera):
Duos concertants (2 fl.) op. 2
Theme and variations, for flute and string quartet [ed. Breitkopf & Härtel], op. 3
3 Brilliant and easy duos, (2 fl.) [ed. Breitkopf & Härtel], op. 4
Quatuor for four flutes, op. 5
Serenade for guitar and flute, [ed. Breitkopf & Härtel], op. 6
Concertino, flute and piano [ed. Schott], op. 10
Serenade for flute and piano, op. 12
Variationen uber das Volkslied von Weber aus der Oper Der Freischutz ‘Wir winden dir den Jungfernkranz’ [ed. Lischke] op. 13
Concertino (fl. & pf.), op. 19
Trois duos pour deux flutes [ed. Cranz], op. 24
Six Solos pour la Flute, composes et dédiés a son eleve Mr. le Colonel Alexis de Bolotoff … [ed. André, 1838 ca.], op. 25
Deux Quartet pour quatre flutes, op. 27
Grande fantaisie (fl. & pf.), op. 28
Trio concertant (2 fl. & pf.) [ed. Sneguireff], op. 30
Trois Solos pour Flute [ed. Sneguroff - Hofmeister - Schlesinger], op. 31
Introduction et variations brillantes sur un thême de l'Opéra La Muette de Portici (fl. & pf.),  [ed. Milano, Jean Ricordi, circa 1842], op. 32
3 Duos (2 fl.) [ed. Cranz], op. 36
12 Easy pieces (fl. & pf.) [ed. André], op. 47
Neue praktische Schule, in various editions, including the Tagliche Studien, op. 53
Trois duos pour deux flutes, op. 54
6 Grand solos (fl.) [ed. C. Fischer/Wehner], op. 55
Fantaisie “Souvenir de Paganini” (fl. & pf.), op. 56
Introduction et variations (fl. & pf.), op. 57
6 Caprices, (fl.) .) [ed. C. Fischer/Wehner], op. 58
Air varie (2 fl. & orch.), op. 62
Variationen fur Eine Flote uber das Lied von Korner ‘Der Treue Tod’, [ed. Lischke]
Trente grands exercices ou études dans tous les tons pour le flûte, livre I [-II], [ed. Milan : Jean Canti et C.e, tra il 1836 e il 1840]
3 Grand Exercises (2 fl.) [ed. Breitkopf & Härtel]
Overture from ‘A Life for the Czar’ (fl. &pf) [ed. Gutheil]
Polonaise from ‘A Life for the Czar’ (fl. & pf.) [ed. Gutheil]
Progressive Etuden [Leipzig 1900 ca.]
Souvenirs militaires [ed. Schott]
Tavola delle posizioni dei trilli per il flauto Böhm [ed. Costallat]
Psalm | für | Männerchor mit Orchester (manoscritto)